# 中国共产党江苏省委员会
中国共产党江苏省委员会，简称中共江苏省委，是中国共产党在江苏省的地方组织及领导机关。
中共江苏省委由中国共产党江苏省代表大会选举产生。在代表大会闭会期间，执行中国共产党中央委员会的指示和中国共产党江苏省代表大会的决议，领导江苏省的工作，定期向中国共产党中央委员会报告工作。目前，信长星担任该委员会书记，许昆林、刘小涛担任该委员会副书记。

## 沿革

### 1949年之前
中共江苏省委最初是在四一二政变后成立于1927年6月，在国共内战及抗战时期长期处于地下活动状态，主要职能是领导苏南、苏北和南京、上海等城市的工人运动、秘密党组织的斗争和统战工作。1927年6月，成立中共江苏省委员会兼上海市委员会。1927年7月，改为中共江苏省临时委员会。1927年7月，改组为中共江苏省委员会。1930年7月，调整为中共江苏省总行动委员会。1930年10月，设立中国共产党江南省委员会。1931年1月，复设中共江苏省委员会。1934年3月，改设为中共江苏省临时委员会。1934年7月，设中共江苏省委员会。1935年1月停止活动。1937年11月恢复设立中共江苏省委员会。1943年1月，江苏省委建制撤销，改为中共中央华中局敌区工作部。省委书记刘晓和副书记刘长胜到中共中央华中局城工部担任正副部长。

### 建立初期
中华人民共和国建立后，原江苏省分属苏南、苏北行政区和南京市。1952年下半年，中共中央为加强省、市级领导责任，调整全国部分省份行政区划。其中，以苏南行政区、苏北行政区、南京市重设江苏省。8月，华东局召开扩大会议，传达中央指示精神，研究并讨论恢复江苏省建制事宜和有关省委、省政府领导人选问题。9月9日，华东局电告华东地区各有关省、市，中央业已批准“将南京市、苏南、苏北合并为江苏省，所有原属江苏省范围之地区全部划归江苏省”，并确定省委书记、副书记和报请中央人民政府委员会通过的省政府主席、副主席人选。电报要求柯庆施、江渭清、萧望东、管文蔚四人即至南京开始筹备，争取在年内合并完毕。华东局指定柯庆施主持江苏合并建省筹备工作。
1952年9月，柯庆施约见苏南区党委负责人管文蔚和苏南区党委秘书长欧阳惠林，商量合并建省工作。根据当时情况，决定由欧阳惠林负责建省的具体事务。省会设在南京。此时，南京城内、中華民國政府遗留的公房，已由二野和南京市级机关接管使用。柯庆施与中共南京市委、南京军区政委唐亮经过协商，决定中共江苏省委和江苏省人民政府的办公场所。协商决定，中共江苏省委办公厅在西康路33号的美国驻中华民国大使馆旧址（现为西康宾馆）；省委各部委集中在中山北路32号国民政府外交部旧址（现为江苏省人大常委会办公地点）；江苏省人民政府在长江路总统府旧址。同时，请求中共南京市委将其使用的北京西路美国军事顾问团公寓旧址的A、B两座大楼，与华东军区使用的中山北路81号华侨招待所旧址及中山东路307号励志社旧址两处房子对换，作为省委招待所和来往干部招待所。
1952年10月18日，中共中央发出《同意江苏省委的组成及各部委干部配备给华东局的电报》，正式批准江苏省委由柯庆施、江渭清、萧望东、管文蔚、刘先胜、陈光、石西民、万众一、欧阳惠林、惠浴宇、黄赤波11人组成，柯庆施、江渭清、萧望东、管文蔚、刘先胜5人为常委；柯庆施任省委第一书记，江渭清任第二书记，萧望东、管文蔚任副书记。省委各部委机构的设置和各部委负责人的名单业已确定。省委设有办公厅和组织部、宣传部、工业部等部门。各部委部长都是一正两副。欧阳惠林任办公厅秘书长，陈光任组织部长，石西民任宣传部长，萧望东兼工业部长，管文蔚兼统一战线工作部长，万众一任农村工作部长。
1952年11月1日，中共江苏省委正式发出“省委业已成立”的通知，于西康路33号开始办公。11月7日，省委在南京新街口羊皮巷东风剧场召开成立大会，省委各部委负责人和各地、市委书记出席了大会。主持会议的省委第一书记柯庆施，宣布江苏省委成立并宣读中共中央批准的江苏省委组成人员和各部委负责人名单。中共江苏省委成立后的第一项工作就是抓紧整党建党工作。
中共江苏省委成立后，原属苏北区、苏南区党委领导的泰州、南通、淮阴、盐城、镇江、常州、苏州、松江8个地委和扬州、南通、无锡、苏州4个市委改属省委领导；南京市委由华东局改属省委领导。1952年12月，省委撤销常州地委，所属各县分别划归苏州、镇江地委领导，常州市委改属省委领导。
1953年1月，中央将原属山东分局和安徽省委领导的徐州、新海连市及所辖各县的党组织划归江苏省委领导。省委增设徐州地委。2月6日到23日，中共江苏省委召开了第一次地、市、县委书记会议。会议主题是讨论改进领导作风，部署开展反对官僚主义、命令主义、违法乱纪斗争以及1953年工农业生产、农业劳动互助合作组织问题。

### 文革之后
1960年之后，中共江苏省委迁入位于西康路33号西侧马鞍山上的古林寺遗址，形成现在的北京西路70号省委大院。文化大革命开始后，1967年1月，中共江苏省委被造反夺权，工作中断。1967年3月，江苏省实行军管。1968年3月，江苏省革命委员会成立。1970年12月，重组中共江苏省委，与江苏省革委会合署。1974年11月，中共江苏省委与江苏省革委会开始分设机构，江苏省委恢复工作。

## 职责
根据《中国共产党地方委员会工作条例》，中国共产党地方委员会主要实行政治、思想和组织领导，承担下列职能：
1. 对本地区重大问题作出决策。
2. 通过法定程序使党组织的主张成为地方性法规、地方政府规章或者其他政令。
3. 加强对本地区宣传思想文化工作的领导，牢牢掌握意识形态工作领导权、话语权。
4. 按照干部管理权限任免和管理干部，向地方国家机关、政协组织、人民团体、国有企事业单位等推荐重要干部。
5. 支持和保证人大、政府、政协、法院、检察院、人民团体等依法依章程独立负责、协调一致地开展工作，发挥这些组织中党组的领导核心作用。
6. 加强对本地区群团工作和统一战线工作的领导。
7. 动员、组织所属党组织和广大党员，团结带领群众实现党的目标任务。

## 机构设置
1952年成立时，中共江苏省委设有办公厅和组织部、宣传部、工业部、农村工作委员会、统一战线工作部、纪律检查委员会、财政经济委员会、青年工作委员会、妇女工作委员会等部门。各部委部长都是一正两副。
目前根据《江苏省机构改革方案》，中国共产党江苏省委员会设置工作机关13个，工作机关管理的机关2个。中共江苏省委设置下列机构：
- 中共江苏省委办公厅

### 职能部门
- 中共江苏省委组织部
- 中共江苏省委宣传部
- 中共江苏省委统一战线工作部
- 中共江苏省委政法委员会

（省委组织部挂非公有制经济组织和社会组织工作委员会、省公务员局牌子。省委宣传部挂省人民政府新闻办公室、省精神文明建设指导委员会办公室、省新闻出版局（省版权局）、省电影局牌子。省委统一战线工作部挂省人民政府侨务办公室牌子。）

### 办事机构
- 中共江苏省委研究室
- 中共江苏省委网络安全和信息化委员会办公室
- 中共江苏省委机构编制委员会办公室
- 中共江苏省委军民融合发展委员会办公室
- 中共江苏省委台湾工作办公室
- 中共江苏省委巡视工作办公室
- 中共江苏省委老干部局

（省委全面深化改革委员会办公室设在省委研究室。省委全面依法治省委员会办公室设在省司法厅。省委财经委员会办公室设在省委研究室。省委外事工作委员会办公室设在省人民政府外事办公室。省委审计委员会办公室设在省审计厅。省委教育工作领导小组秘书组设在省委教育工作委员会。省委农村工作领导小组办公室设在省农业农村厅。网络安全和信息化委员会办公室挂省互联网信息办公室牌子。省委台湾工作办公室挂省人民政府台湾事务办公室牌子。省委信访局与省信访局合署办公，不计入机构限额。）

### 派出机关
- 中共江苏省委省级机关工作委员会

（省委教育工作委员会与省教育厅合署办公，不计入机构限额。）

### 直属事业单位
- 中共江苏省委党校
- 江苏省社会主义学院
- 《新华日报》社
- 群众杂志社
- 中共江苏省委党史研究室
- 江苏省档案馆

（省委党校挂江苏行政学院牌子。省社会主义学院挂江苏中华文化学院牌子。省档案馆挂省档案局牌子。）

### 工作机关管理的机关
- 中共江苏省委保密委员会办公室，由省委办公厅管理。
- 中共江苏省委机要局，由省委办公厅管理。

（省委保密委员会办公室挂省国家保密局牌子。省委机要局挂省国家密码管理局牌子。）

## 历届省委书记（或主要负责人）
- 陈延年（化名少堂，1927年6月上旬～1927年6月26日）
- 王若飞（代理，1927年7月～1927年8月中旬）
- 邓中夏（化名天齐，1927年8月中旬～1928年1月中旬，调任广东省委书记）
- 项英（化名韩应，1928年1月19日～1928年5月赴苏联参加中共六大）
- 李富春（代理，1928年5月-10月）
- 徐锡根（1928年10月-1929年1月25日）
- 罗登贤（化名罗广，1929年1月25日～1929年8月下旬）
- 李维汉（化名罗迈、镜松，代理，1929年9月～1929年11月）
- 李维汉（化名罗迈、镜松，1929年11月26日～1930年7月）中共江苏省第二次代表大会在上海龙华路外日晖桥泉漳中学秘密召开，选出17名省委委员(其中4名常委、2名候补常委)、9名候补委员、3名审查委员、2名候补审查委员。
- 李立三（兼任，1930年7月14日～1930年9月4日）江苏在全国率先将省委与团省委、上海工联组成江苏省总行动委员会(简称“省总行委”)，作为全省各地总暴动和总同盟罢工的最高指挥机关，同时保留中共江苏省委名义。江苏省总行委辖江苏、上海和浙江、安徽部分地区党组织或行动委员会。
- 李维汉（化名罗迈，1930年9月4日～1930年10月初）根据中央关于恢复各级党、团、工会独立领导机关和组织系统的决定精神，江苏省总行委停止活动，恢复江苏省委正常工作。
- 李维汉（化名罗迈，1930年10月初～1930年12月23日）1930年10月初，根据中央决定，江苏省委又改建为江南省委，管辖江苏、上海、安徽、浙江党的组织。
- 陈绍禹（化名王明，代理，1930年12月23日～1931年1月）
- 陈绍禹（1931年1月17日，根据中共六届四中全会“改造充实各级领导机关”的精神，江南省委改组为江苏省委 ～ 1931年6月下旬，中央政治局常委会主席向忠发被捕，王明调中共中央工作）
- 王云程（1931年7月～1932年11月中旬，团中央书记被捕，中共临时中央调王云程接任团中央书记）
- 章汉夫（史通，1932年11月～1933年5月21日因遭人举报被捕）
- 袁盂超（袁家镛、宋三，1933年6月～1933年11月23日，中共上海中央局检查江苏党的工作，认为江苏省委工作中有官僚主义错误，袁孟超“领导不力”，决定改组江苏省委）
- 孔二(化名孟庆发、孟庆祥、赵霖、赵林、赵英，天津裕华纱厂工人)（1933年12月～1934年3月）1932年底或1933年初，中统上海区区长兼上海市警察局督察长史济美将赵林发展为“细胞”，在1933年3月一举逮捕了上海中央局和江苏省委的16位主要领导。
- 赵立人（临时省委代理书记，原名赵耀珊，又名赵跃珊、赵立人、赵立容、老韩、郑玉龙、黑大汉，安徽人。1934年3月～1934年6月26日晚18时由叛徒孔二带领敌特盯梢指捕，工部局警察在康脑脱路料廖州路角赵立人与全总白区执行局党团书记张文清（袁孟超）。当晚20时在在莱斯考斯路38号住居逮捕上海中央局书记李竹声（余淇全）等。陆续20多人被捕。不久，李竹声、郑玉龙及中央联络员吴炳生、袁孟超、秦曼云等人叛变或脱党。）
- 宝尔（即许包野、许抱野、许文藻，1934年7月～1934年10月下旬。由于省委组织部、宣传部领导人遭人举报和敌特盯梢捕捉，使党组织破坏严重。为安全起见，上海中央局决定江苏省委书记宝尔与河南省委书记吕文远对调。吕文远到上海后也未能与江苏省委取得联系，遂留上海中央局组织部工作。）
- 王明德（化名，1934年12月～1935年1月省委遭破坏，书记、组织部长、宜传部长全部被捕。至此，土地革命战争时期的中共江苏省委停止活动。）
- 刘晓（1937年6月筹建，1937年11月正式～1943年1月13日撤销江苏省委，在华中局增设敌区工作部，对外称新四军调查研究室，并由原江苏省委领导担任负责人，继续领导南京、上海等日、伪占领城市秘密党组织的斗争和统战工作）
- 柯庆施（1952年11月－1954年8月）
- 江渭清（1954年8月－1967年）
- （文革造反夺权暂缺）
- 许世友（1970年12月－1973年12月）
- 彭冲（1974年1月－1977年2月）
- 许家屯（1977年2月－1983年4月）
- 韩培信（1983年4月－1989年12月）
- 沈达人（1989年12月－1993年9月）
- 陈焕友（1993年9月－2000年1月）
- 回良玉（2000年1月－2002年12月）
- 李源潮（2002年12月－2007年10月）
- 梁保华（2007年10月－2010年12月）
- 罗志军（2010年12月－2016年6月）
- 李強（2016年6月－2017年10月）
- 娄勤俭（2017年10月－2021年10月）
- 吴政隆（2021年10月－2022年12月）
- 信长星（2023年1月－）

## 历届组成人员
江苏解放以前
江苏解放后建省前（1949年5月－1952年10月）
- 苏南区委书记：陈丕显
- 苏北区委书记：萧望东
- 南京市委书记：刘伯承（1949年5月－）、粟裕（1949年9月－）、唐亮（1950年5月－）、柯庆施（1950年8月－）

江苏建省后（1952年10月－1954年8月）
- 第一书记：柯庆施
- 第二书记：江渭清
- 副书记：萧望东、管文蔚

第一、二届省委（1954年8月－1956年1月）
- 书记：江渭清
- 副书记：惠浴宇、陈光、刘顺元

第二届省委（1956年1月－1956年7月）
- 书记处书记：江渭清、惠浴宇、刘顺元、陈光、刘先胜

第三届省委（1956年7月－1962年12月）
- 第一书记：江渭清
- 代理第一书记：刘顺元（1957年1月－）
- 书记：刘顺元、惠浴宇、陈光、许家屯

第四届省委
第五届省委
- 第一书记：许世友
- 书记：杜平、吴大胜
- 副书记：彭冲、杨广立，
- 省委常委：许家屯、肖永银、迟明堂、蒋科

第六届省委
第七届省委
第八届省委
第九届省委
第十届省委（2001年11月－2006年11月）
- 书记：回良玉（2001年11月12日－2002年12月） → 李源潮（2002年12月－）
- 副书记：王寿亭、梁保华、任彦申、许仲林（2002年10月－）

第十一届省委（2006年11月－2011年11月）
- 书记：李源潮（－2007年10月） → 梁保华（2007年10月－2010年12月） → 罗志军（2010年12月－）
- 副书记：梁保华、张连珍
- 常务委员：李源潮、梁保华、张连珍、冯敏刚、王国生、罗志军、赵克志、吴齐、孙志军、王荣、林祥国、李云峰、杨卫泽

第十二届省委（2011年11月－2016年11月）
- 书记：罗志军（－2016年6月）、李强（2016年6月－）
- 副书记：李学勇（－2015年12月）、石泰峰、吴政隆（2016年9月－）
- 常务委员：罗志军（－2016年6月）、李学勇（－2015年12月）、石泰峰、弘强（女）（－2016年10月）、李云峰（－2016年5月，因严重违纪被查）、杨卫泽（－2015年1月，因严重违纪被查）、杨新力（－2014年7月）、黄莉新（女）、李笃信（－2015年1月）、蒋宏坤（－2014年6月）、李小敏、樊金龙、王燕文（女）、徐鸣（2014年6月－2016年7月）、王炯（2014年8月－）、曹德信（2015年1月－）、王立科（满族）（2015年11月－）、李强（2016年6月－）、杨岳（2016年6月－）、吴政隆（2016年9月－）、蒋卓庆（2016年10月－）

第十三届省委（2016年11月－2021年11月）
- 书记：李强（－2017年10月）、娄勤俭（2017年10月－2021年10月）、吴政隆（2021年10月－）
- 副书记：石泰峰（－2017年4月）、吴政隆（－2021年10月）、黄莉新（女）（2017年7月－2018年3月）、任振鹤（土家族）（2019年7月－2020年12月）、张敬华（2021年2月－2021年11月）、许昆林（2021年10月－）、张义珍（女）（2021年11月－）
- 常务委员：李强（－2017年10月）、石泰峰（－2017年4月）、吴政隆、黄莉新（女）（－2018年3月）、杨岳、李小敏（－2019年7月）、王炯（－2017年5月）、樊金龙、王燕文（女）（－2020年6月）、蔣卓慶（－2019年12月）、王立科（满族）（－2020年10月）、周乃翔（－2019年9月）、郭文奇（2017年5月－2020年12月）、张敬华（2017年7月－2021年11月）、娄勤俭（2017年10月－2021年10月）、孟中康（2018年1月－2019年9月，因严重违纪被查）、任振鹤（土家族）（2019年7月－2020年12月）、蓝绍敏（2019年9月－2020年9月）、郭元强（2019年10月－2021年9月）、张黎鸿（2020年2月－）、王常松（2020年3月－）、许昆林（2020年9月－）、张爱军（2020年10月－）、费高云（2021年1月－）、韩立明（女）（2021年4月－）、赵世勇（2021年4月－）、张义珍（女）（2021年11月－）、邓修明（2021年11月－）

第十四届省委（2021年11月至今）
- 书记：吴政隆（－2022年12月）、信长星（2023年1月－）
- 副书记：许昆林、张义珍（女，－2022年1月）、邓修明（2022年7月－2023年7月）、沈莹（女，2023年11月－2024年7月）、刘小涛（2025年5月－）
- 常务委员：吴政隆（－2022年12月）、许昆林、张义珍（女，－2022年1月）、王常松（－2023年1月）、邓修明（－2023年7月）、张爱军（－2024年4月）、费高云（－2022年12月）、韩立明（女，－2024年12月）、赵世勇（－2022年10月）、惠建林（－2024年4月）、潘贤掌（－2022年8月）、曹路宝（－2023年10月）、储永宏（2022年9月－）、沈莹（女，2022年12月－2024年7月）、刘建洋（2022年12月－）、信长星（2023年1月－）、马欣（2023年1月－）、张国成（2023年4月－）、张忠（2023年7月－）、刘小涛（2023年10月－）、胡广杰（2024年4月－）、徐缨（2024年5月－）、李耀光（2024年11月－）、周红波（2024年12月－）